# Kama Chinen
Kama Chinen (japanska: 知念 カマ; Chinen Kama), född 10 maj 1895 på Okinawa (ifrågasatt), död 2 maj 2010 i Nanjō, Okinawa, var en japansk (okinawansk) kvinna som verifierades vara den äldsta levande japanen vid sin död, sedan den 151 dagar äldre Kaku Yamanakas död natten mot den 5 april 2008, såväl som världens äldsta levande person sedan den 57 veckor äldre Gertrude Bainess död 11 september 2009. Trots att hon var rullstolsburen sina sista levnadsår, uppskattade hon fortfarande utomhuspromenader med hjälp av en sköterska. Hon avled på ett sjukhus i Nanjō klockan 14:40 lokal tid den 2 maj 2010, bara åtta dagar före sin påstådda 115:de födelsedag och uppgavs vara den dittills näst äldsta japanen någonsin efter 116-åriga Tane Ikai (död 12 juli 1995).